# U-571
U-571 — средняя немецкая подводная лодка типа VIIC времён Второй мировой войны.

## История

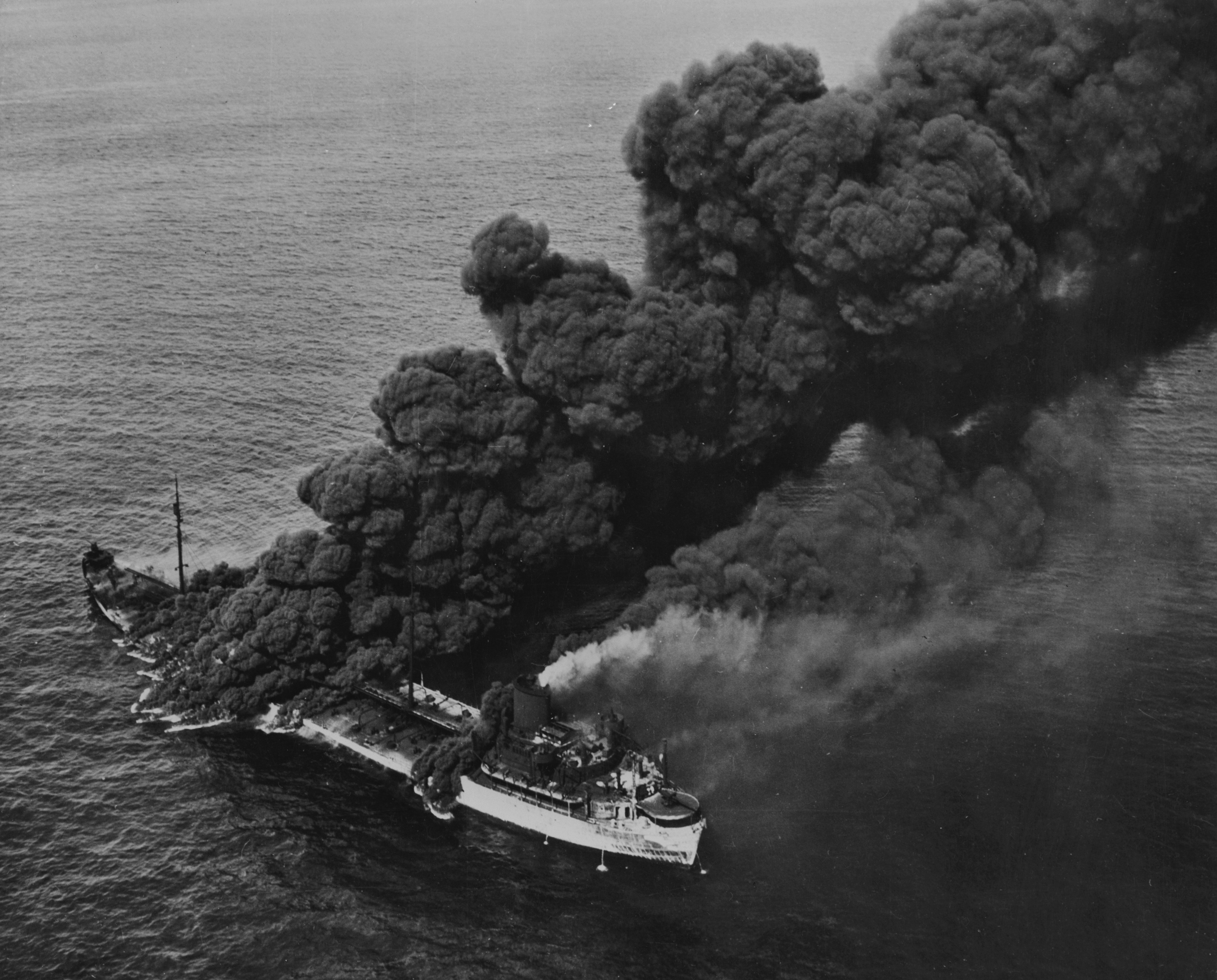
Американский танкер S.S. Pennsylvania Sun горит, повреждённый торпедой U-571 в 200 км от побережья Флориды. Июль 1942 года

Заложена в Гамбурге на верфи «Блом унд Фосс» 8 июня 1940 года. Спущена на воду 4 апреля 1941 года и вошла в состав 3-й флотилии 22 мая 1941 года. 
Совершила одиннадцать походов. Потопила пять транспортов общим водоизмещением 33 511 брт. Повредила два транспорта и один боевой корабль, водоизмещением 3870 брт. 
Потоплена глубинными бомбами с самолёта «Сандерленд» эскадрильи № 461 Королевских Австралийских ВВС. Погибла вся команда — 52 человека.

## В кинематографе

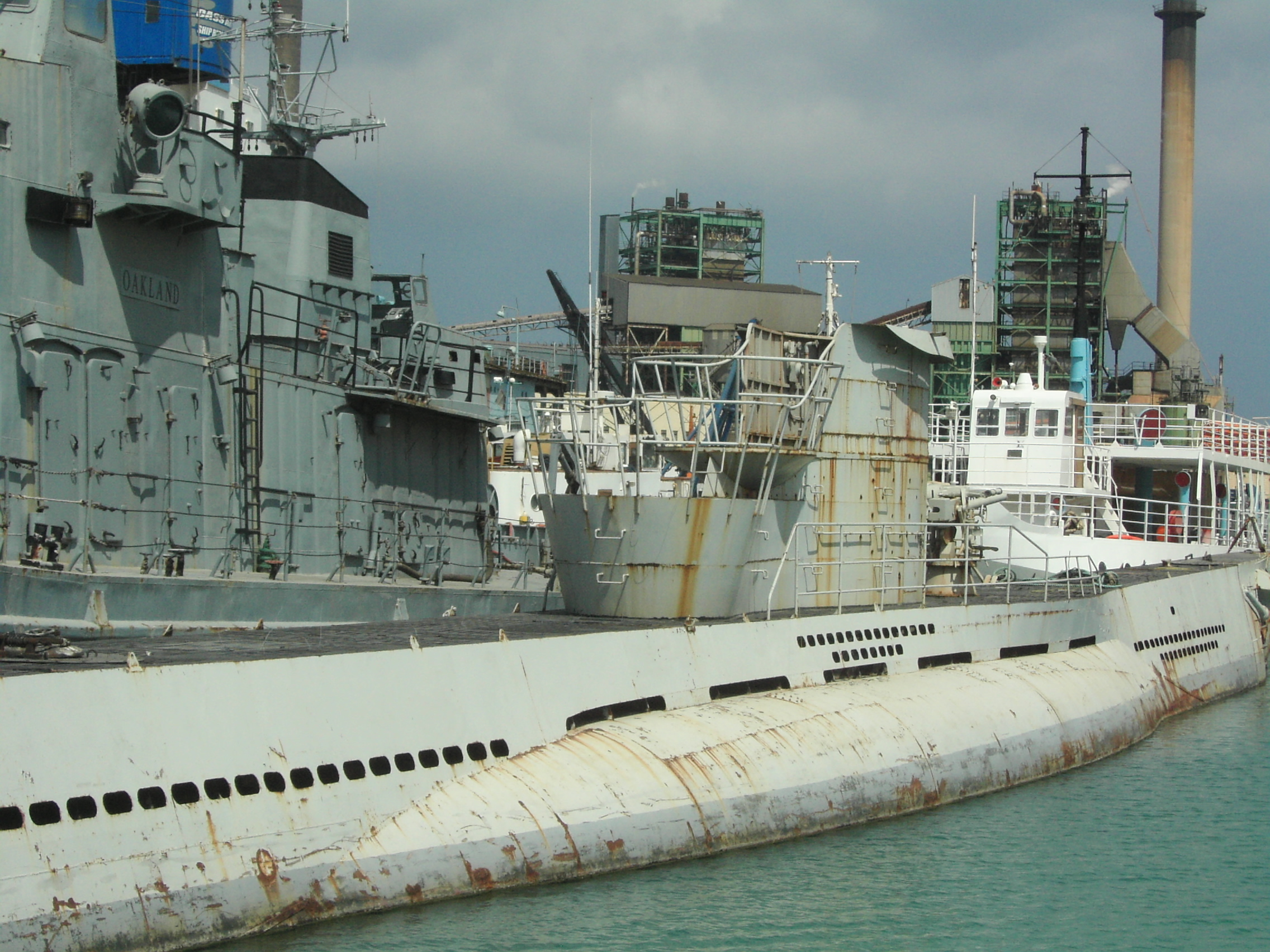
Копия U-571, созданная для съёмок одноимённого фильма

Подводная лодка U-571 послужила прототипом для названия голливудского фильма 2000 года Ю-571 (в ролях: Мэттью Макконахи, Билл Пэкстон и Джон Бон Джови). Однако реальная U-571 так и не была захвачена союзниками. События в фильме основаны на захвате Британией подводной лодки U-110 и её Энигмы и ключей шифра.